# Aujargues
Aujargues ist eine französische Gemeinde mit 769 Einwohnern (Stand 1. Januar 2022) im Département Gard in der Region Okzitanien.

## Geografie
Aujargues liegt 13 Kilometer nordwestlich von Lunel zwischen dem 20 Kilometer entfernten Nîmes und dem 28 Kilometer entfernten Montpellier. Wenige Kilometer südwestlich verläuft die Grenze zum Département Hérault. Das Gemeindegebiet wird von den Bächen Ruisseau des Corbières und Ruisseau de Font Gaillarde durchflossen. Die Nachbargemeinden von Aujargues sind Souvignargues im Norden, Calvisson und Congénies im Osten und Villevieille im Süden und Westen.

## Kultur und Geschichte

### Kirche und Friedhof
Nachdem die alte Dorfkirche im Verlauf der Hugenottenkriege zerstört worden war, wurde im April 1686 der Bau einer neuen Kirche beschlossen. Die Bauarbeiten wurden 1689 abgeschlossen und Aujargues erhielt unter dem Namen Saint-Martin seine neue Kirche. Seit 1984 zählt diese zu den Monuments historiques.
Äußerlich weist das Gebäude verschiedene Bauarten auf, darunter eine Fassade im klassischen Stil. Markante Merkmale der Kirche sind insbesondere einige Pilaster, ebenso wie zwei kleine Pyramiden auf dem Dach, die den Glockenturm einrahmen. Die innere Decke bildet ein Kreuzrippengewölbe, das als typisches Element einer gotischen Bauweise gilt. Daneben enthält sie einige Bogenelemente romanischen Stils. Neben dem Hauptraum verfügt die Kirche über drei Kapellen, wobei jede Kapelle über einen eigenen Altar verfügt.
Der kommunale Friedhof lag zunächst in unmittelbarer Nähe der Kirche, wurde aber durch einen Beschluss des Gemeinderats von 1903 in seiner Größe für unzureichend erklärt. Dem folgte ein Beschluss zur Verlegung des Friedhofs im Februar 1905 und der Erwerb eines geeigneten Geländes im Juni 1906. Der 1908 fertiggestellte Friedhof liegt rund 800 Meter außerhalb des Ortszentrums.

### Schloss
Das Schloss von Aujargues besteht bereits seit dem Mittelalter, wobei es sich zunächst um eine Festung handelte. 1306 gelangte es in den Besitz von Guillaume de Nogaret, der es als Geschenk von Philipp IV. erhielt. Es verblieb bis ins Jahr 1800 im Besitz seiner Nachfahren, wurde allerdings im Zuge der Französischen Revolution am 1. April 1792 durch Brandstiftung schwer beschädigt. Zum Gelände des Schlosses, das 1969 zum klassifizierten Naturdenkmal erklärt wurde, gehört auch ein 1699 errichtetes Taubenhaus.

### Pont du Curé
Nahe der Kirche befindet sich der so genannte Pont de Curé (Brücke des Pfarrers), bei dem es sich um eine Überführung über die Straße handelt. Durch sie wird das Pfarrhaus mit dem Garten des Pfarrers verbunden. Sie entstand 1866 im Wesentlichen aus Kalkstein. Nachdem sie 1993 durch einen Lastkraftwagen zerstört worden war, wurde sie unter Verwendung eines leichteren Steins wieder aufgebaut.

### Bevölkerungsentwicklung
| Jahr      | 1962 | 1968 | 1975 | 1982 | 1990 | 1999 | 2009 | 2017 |
| --------- | ---- | ---- | ---- | ---- | ---- | ---- | ---- | ---- |
| Einwohner | 223  | 232  | 295  | 366  | 469  | 673  | 844  | 846  |